# 米拉格羅 (厄瓜多爾)

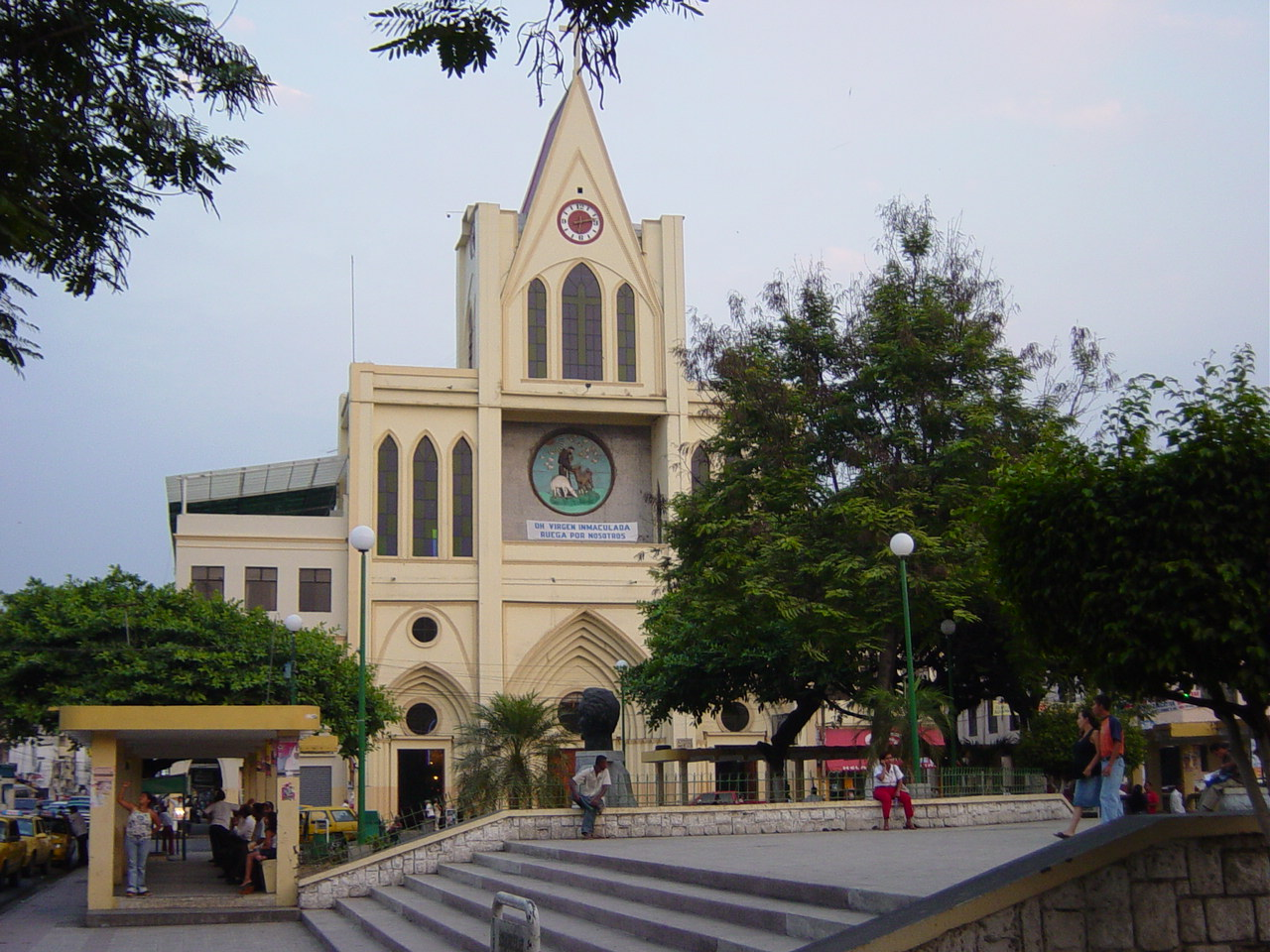

米拉格羅（西班牙語：Milagro）是厄瓜多爾的城鎮，属于瓜亞斯省，位於該國西部，海拔高度5公尺，每年平均降雨量1,265毫米，主要農產品有甘蔗和鳳梨，2007年人口180,103。
2°07′38″S 79°35′57″W / 2.12722°S 79.5992°W